# 埃尔南多·德索托
埃尔南多·德索托（西班牙語：Hernando Soto Polar，1941年6月2日—）秘鲁经济学家，研究关注灰色经济和财产权。德索托的经济学说得到了秘鲁政府的采纳，从而削弱了秘鲁光辉道路的群众基础，促使光辉道路领导层从乡下转移至城市，并最终被捕。其经济学说对发展中国家影响巨大，曾获得秘鲁总统阿尔韦托·藤森的采纳。2004年米尔顿·弗里德曼自由奖得主。德索托曾参加2021年秘魯大選。